# Pedro Amigo de Sevilha
Pedro Amigo de Sevilha (o Pedr'Amigo) fue un juglar gallego, activo durante la segunda mitad del siglo XIII en la corte del rey castellano Alfonso X El Sabio, en Sevilla.
Se cree que era natural de Betanzos, estando registrada su condición de canónigo en las catedrales de Oviedo y Salamanca. El último documento en el que aparece citado es de 1308, por lo que se cree que hubiera fallecido en esa época. Compuso treinta y seis cántigas que figuran en el Cancionero da Ajuda, el Cancionero Colocci-Brancuti y en el Cancionero de la Biblioteca Vaticana. En ellos se encuentran cuatro cántigas de amor, 10 cántigas de amigo, 18 cántigas de escarnio, tres tensiones y una pastorela. Manuel García Blanco le dedica uno de sus Seis estudios salmantinos.